# Sidi Ahmed Laaroussi
Sidi Ahmed Laaroussi (àrab سيدي أحمد العروسي) és un localitat del Sàhara Occidental ocupada pel Marroc, qui l'ha integrada a la Província d'Es-Semara dins la regió de Laâyoune-Sakia El Hamra. Segons el cens de 2014 tenia una població total de 269 persones.